# Doggers Bank
Koordinaten: 69° 5′ S, 69° 30′ O
Die Doggers Bank (englisch) ist eine Bank in der Kooperationssee vor der Lars-Christensen-Küste des ostantarktischen Mac-Robertson-Lands. Sie liegt vor der Einfahrt zur Doggers Bay.
Vorgeblich russische Wissenschaftler benannten sie in Anlehnung an die Benennung der gleichnamigen Bucht.